# Edifici al raval del Convent, 21 (Guissona)
Edifici al raval del Convent, 21 és una obra de Guissona (Segarra) protegida com a Bé Cultural d'Interès Local.

## Descripció
Edifici arrebossat de tres plantes i golfes. A la planta baixa, centrada a la façana, trobem una porta rectangular de doble fulla que dona accés a l'habitatge. Al primer pis trobem un balcó de forja i al segon una finestra amb un ampit de pedra molt malmès. A les golfes hi ha un ull de bou central. Una cornisa corona l'edifici.